# Flugplatz Laval-Entrammes

i7
i11
i13
Das Aérodrome de Laval-Entrammes (IATA-Code: LVA, ICAO-Code: LFOV), bisweilen auch Aéroport de Laval-Entrammes, ist ein Flugplatz der Allgemeinen Luftfahrt. Er liegt in der Region Centre-Val de Loire im Département Mayenne etwa fünf Kilometer südsüdöstlich des Zentrums von Laval und teilweise auf dem Gebiet von Entrammes.

## Geschichte
Der Flugplatz Laval wurde während der deutschen Besetzung ein Stützpunkt der Luftwaffe. Während der Luftschlacht um England war er in den Monaten Juli bis Oktober 1940 Basis der Messerschmitt Bf 110 von Stab und III. Gruppe des Zerstörergeschwaders 76 (S. und III./ZG 76). Hinzu kam im September noch die Kurierstaffel 5. Ende Oktober legte die I. Gruppe des Jagdgeschwaders 27 (I./JG 27) mit ihren Messerschmitt Bf 109E einen zweitägigen Zwischenstopp in Laval ein, bevor der Platz nach mehr als einem Jahr Anfang 1942 Heimat von Focke-Wulf Fw 189A wurde. Zunächst lag hier die 1. Staffel der Aufklärungsgruppe 21 (1.(H)/21) und dann zwischen März und Mai 1942 die 6. Staffel der Aufklärungsgruppe 13 (6.(H)/13).
Im Vorfeld der erwarteten alliierten Invasion wurde Laval Ende April eine Basis von Bf 109G der Nahaufklärungsgruppe 13. Die 3. Staffel war hier bis Mitte Juni 1944 stationiert und zeitweise lag hier auch der Gruppenstab. Letzter hier stationierter Verband war die III. Gruppe des  Schlachtgeschwaders 4 mit ihren Focke-Wulf Fw 190F/G, die hier die ersten zwei Wochen nach Invasionsbeginn ihre Jagdbomber-Einsätze über der Front flogen.
Nach der Befreiung der Gegend wurde Laval als Advanced Landing Ground ALG A-57 ein Flugfeld der Ninth Air Force der United States Army Air Forces (USAAF), der einzige hier stationierter fliegender Verband von Ende August bis Ende September 1944 die 47th Liaison Squadron.